# 達爾尼察區

達爾尼察區在基辅市的位置

達爾尼察區（羅馬化：Darnytskyi raion）是烏克蘭首都基輔的一個區，位於該市東南部，處於第聶伯河左岸，面積133.63平方公里，2013年人口320,234，人口密度每平方公里2,396.42人。